# Cause and Effect (Album)
Cause and Effect ist das vierte Studioalbum der norwegischen Sängerin und Songwriterin Maria Mena. Es wurde am 15. September 2008 in Norwegen veröffentlicht. In deutschsprachigen Ländern erschien das Album am 3. Oktober 2008.

## Albumkonzept
Mena hat dieses Album, anders als seine Vorgänger, nach einem zugrundegelegten Konzept gestaltet: „Zum ersten Mal hatte ich vor Start der Arbeiten an einem Album ein übergeordnetes Thema. Ich hatte mir vorgenommen, für mich selbst ein paar Richtlinien festzulegen, einen Rahmen, in dem ich mich bewege. Meine anderen Alben handelten immer von den Dingen, die im Jahr zuvor passiert waren, diesmal wollte ich meine gesamte Lebensgeschichte aufarbeiten.“ Unter den Songs befindet sich auch eine Coverversion des KISS-Klassikers I Was Made for Lovin’ You.

## Titelliste
1. Power Trip Ballad – 4:00
2. Belly Up – 4:06
3. All This Time (Pick-Me-Up Song) – 3:12
4. Cause and Effect – 3:13
5. I'm on Your Side – 3:04
6. Eyesore – 3:16
7. Where Were You – 3:16
8. I'm in Love – 2:59
9. Self-Fulfilling Prophecy – 3:20
10. I Was Made for Lovin’ You – 4:33
11. Dear... – 3:21

## Wirkung
Das Album stieg auf Platz 20 der deutschen Charts ein, die erste Single-Auskopplung All This Time (Pick-Me-Up Song) schaffte es bis auf Platz 15.
Jenseits der „sanften und melancholischen Songs“ wurde das Album von Kritikern für seine tiefgründigen Texte und die gelungene Inszenierung gelobt: „Im Detail sind keine Schnitzer auszumachen – man muss schon einen Schritt zurücktreten und den Gesamteindruck betrachten. Und auch dann zeigt sich, dass diese „faszinierende Reise“ aus elf wunderschönen Etappen besteht: Kapitänin Mena umschifft die Sandbänke der Belanglosigkeit in großen Bögen“.
Dabei wurde, etwa im österreichischen Musikmagazin now! auch ein „ordentlicher Entwicklungssprung“ der Singer-Songwriterin hervorgehoben: „Neigte sie schon auf dem Vorgänger Apparently Unaffected dazu, ihr Leben und Leiden in den Songs recht unverblümt darzulegen, so hat sie nun auch eine passende Form dafür gefunden. Cause and Effect besticht durch ins Ohr gehende, kunstvoll instrumentierte Songs“.
Im Jahre 2009 erreichte das Album für mehr als 100.000 verkaufte Platten die goldene Schallplatte.